# Justin Hampson
Justin Michael Hampson (Belleville, 24 maggio 1980) è un giocatore di baseball statunitense, free agent dal 2012.

## Carriera

### Inizi e Minor League
Hampson frequentò la Edwardsville High School di Edwardsville, Illinois e il Southwestern Illinois College di Belleville, sua città natale. Da lì venne selezionato al 28º giro del draft MLB del 1999 come 850a scelta dai Colorado Rockies. Iniziò nel 2000 nella classe A-breve, dove giocò anche nella stagione 2001. Nel 2002 giocò nella classe A e nel 2003 nella A-avanzata e la prima partita nella Doppia-A, categoria in cui giocò per l'intera stagione 2004. Nel 2005 iniziò nella Pacific Coast League (PCL) della Tripla-A con i Colorado Springs Sky Sox, finendo con 5 vittorie e 13 sconfitte, 5.99 di ERA in 27 partite di cui 26 da partente. Nel 2006 con i Sky Sox chiuse con 8 vittorie e 4 sconfitte, 3.33 di ERA in 31 partite di cui 13 da partente, ottenendo un premio individuale.
Nel 2007 sempre nella (PCL) con i Portland Beavers finì con una vittoria e una sconfitta, 3.55 di ERA in 10 partite. Nel 2008 giocò nella California League singolo A avanzato con i Lake Elsinor Storm concludendo con 0.00 di ERA in 5 partite. Poi giocò con i Beavers finendo con una vittoria e 2 sconfitte, 3.48 di ERA in 10 partite.
Nel 2009 giocò nella Pacific Coast League con i Sacramento River Cats finendo con 5.40 di ERA in 4 partite. Nel 2011 passò nella International League triplo A con i Buffalo Bisons finendo con 3 vittorie e altrettante sconfitte, 3.41 di ERA e una salvezza in 52 partite.
Nel 2012 con i Bisons finì con 4 vittorie e 3 sconfitte, 2.33 di ERA e 4 salvezze in 51 partite. Nel 2013 passò nella (PCL) con i Las Vegas 51s.

### Major League

#### Colorado Rockies (2006)
Debuttò nella MLB il 19 aprile 2006 contro gli Arizona Diamondbacks. Chiuse la stagione con una vittoria e nessuna sconfitta, 7.50 di ERA e nessuna salvezza su una opportunità in 5 partite di cui una da partente.

#### San Diego Padres (2007-2008)
Il 12 ottobre 2006, i San Diego Padres prelevarono Hampson dalla lista trasferimenti dei Rockies. Nel 2007 con i Padres chiuse con 2 vittorie e 3 sconfitte, 2.70 di ERA in 39 partite. Nel 2008 chiuse con 2 vittorie e una sconfitta, 2.93 di ERA in 35 partite. Il 1º aprile 2009 venne rilasciato.

#### Oakland Athletics (2009)
Il 12 maggio 2009, Hampson firmò con gli Oakland Athletics, con cui giocò nella Tripla-A fino alla fine della stagione, quando divenne free agent.

#### Leghe Indipendenti (2010)
Nel 2010, Hampson lanciò per i York Revolution e Long Island Ducks nella Atlantic League of Professional Baseball.

#### New York Mets (2011-2013)
Il 16 febbraio 2011, Hampson firmò con i New York Mets, passando la stagione nella Tripla-A. Divenne free agent a fine stagione 2011, ma il 25 marzo 2012 firmò nuovamente con i Mets. Nella stagione 2012, tornò nella MLB con i Mets e chiuse con 1.80 di ERA in 13 partite. Giocò la stagione 2013 nella Tripla-A e al termine della stagione divenne free agent.

## Vittorie e premi
- Mid-Season All-Star della Pacific Coast League con i Colorado Springs Sky Sox (12 luglio 2006).

## Numeri di maglia indossati
- n° 46 con i Colorado Rockies (2006)
- n° 45 con i San Diego Padres (2007-2008)
- n° 45 con i New York Mets (2012)